# Lahko vojaško vozilo
Lahka vojaška vozila so predvsem zmogljiva terenska vozila (npr. jeep), ki so namenjena za opravljanje različnih nalog (kurirstvo, izvidništvo,...).